# Westerpakhuis (Groningen)
Het Westerpakhuis, ook Wester Pakhuis, is een 18e-eeuws voormalig pakhuis in de Nederlandse stad Groningen.

## Geschiedenis
Het pakhuis is, blijkens een vermelding boven de entree, gebouwd in 1730. Het staat in het Gasthuisstraatje tegenover het Jacob en Annagasthuis. Het gebouw heeft een rechthoekige plattegrond, met twee volledige verdiepingen en heeft een zadeldak tegen de puntgevel, waaraan een trijshuisje is bevestigd. Zowel in de zij- als de voorgevel zijn op elke verdieping halfronde lichtopeningen aangebracht.
Het pakhuis is in 1981 volledig gerestaureerd en geschikt gemaakt voor bewoning. Een deel is tegenwoordig in gebruik als kantoorruimte. Het is een erkend rijksmonument.